# 岡崎東インターチェンジ
岡崎東インターチェンジ（おかざきひがしインターチェンジ）は、愛知県岡崎市にある新東名高速道路のインターチェンジである。

## 歴史
- 2014年（平成26年）9月18日：当ICの名称が額田IC（仮称）」から「岡崎東IC」で正式決定[2]。
- 2016年（平成28年）2月13日：浜松いなさJCT - 豊田東JCT間開通に伴い、供用開始[3][4][5][6]。
- 2025年（令和7年）4月15日：料金所がETC専用になる[7]。

## 接続する道路
- 直接接続
  - 国道473号（岡崎額田バイパス）

## 料金所
- ブース数：6

### 入口
- ブース数：3
  - ETC専用：1
  - ETC/サポート：1
  - サポート：1

### 出口
- ブース数：3
  - ETC専用：1
  - ETC/サポート：1
  - サポート：1

## 隣
E1A 新東名高速道路
(16)新城IC - 長篠設楽原PA - (17)岡崎東IC - 岡崎SA - (1)豊田東JCT